# Transfiguracions
"Transfiguracions" (títol original en anglès "Transfigurations") és el 25è i penúltim episodi de la tercera temporada de la sèrie de televisió de ciència-ficció estatunidenca Star Trek: La nova generació, i el 73è de tota la sèrie, que es va emetre originalment el 17 de juny de 1990, en redifusió als Estats Units. El guió va ser creat per René Echevarria. Va ser dirigit per Tom Benko.
Ambientada al segle XXIV, la sèrie segueix les aventures de la tripulació de la nau de la Flota Estel·lar de la Federació Enterprise-D sota el comandament del capità Jean-Luc Picard. En aquest episodi, l' Enterprise rescata un amnèsic greument ferit que està experimentant una misteriosa transformació.

## Argument
L' Enterprise descobreix una càpsula d'escapament estavellada en un sistema estel·lar inexplorat. La tripulació troba un passatger greument ferit i el porta a bord de la nau. La Dra. Crusher determina que el supervivent viurà gràcies als seus sorprenents poders de recuperació, i assenyala que les seves cèl·lules estan mutant.
Quan el desconegut es desperta, no recorda la seva identitat; Crusher l'anomena "John Doe". A mesura que passen les setmanes, en John es recupera físicament, però ocasionalment pateix un dolor intens que d'alguna manera està lligat a la seva mutació en curs. També comença a emetre explosions d'energia estranyes i brillants. John aviat descobreix que pot utilitzar aquesta energia per curar ferides.
Mentrestant, Geordi La Forge investiga un dispositiu recuperat de la nau de John i determina la ubicació del planeta natal de John. Tanmateix, la memòria de John ha començat a tornar, i intueix que encara no ha de tornar. Aviat, una nau s'acosta a l'Enterprise, i John declara que ha de marxar. Intenta robar una llançadora, i colpeja accidentalment al Tinent Worf d'una passarel·la amb una explosió d'energia, matant-lo. John utilitza els seus poders curatius per reviure Worf. Sense poder escapar, John explica que volia marxar perquè s'està convertint en un perill per a ell i la tripulació.
El comandant Sunad de la nau interceptadora es comunica amb l'Enterprise, anunciant que és del planeta Zalkon i que John és un criminal que s'enfronta a una condemna a mort. El capità Picard es nega a entregar John als zalkonians sense més informació sobre els càrrecs. Quan Picard esmenta els estranys poders d'en John, Sunad s'alarma i activa un dispositiu que fa que tota la tripulació de l'Enterprise no pugui respirar. John cura a tothom a bord de l'Enterprise amb un llampec brillant de la seva energia.
Amb la seva memòria restaurada, John teletransporta Sunad a l'Enterprise i explica que la seva raça ha arribat a una nova etapa d'evolució, en la qual s'estan convertint en éssers d'energia. El govern del seu món natal té por del que està passant i mata qualsevol que mostri signes de canvi; John i altres estaven escapant del seu món natal quan van ser atacats. Aleshores, John es converteix en el primer a completar la transformació, tornant-se invulnerable.
John s'ofereix a ajudar la Sunad a fer aquesta transformació també, però Sunad encara es nega. John envia Sunad de tornada a la seva pròpia nau, advertint-li que el seu govern ja no pot mantenir la seva gent en la ignorància. La nau zalkoniana es retira. John s'acomiada de la tripulació de l' Enterprise, es transforma en energia i marxa de la nau.

## Repartiment i doblatge al català
La sèrie va ser doblada al català pels estudis Tramontana (primera part) i Soundtrack (segona part) i emesa a TV3 l’any 1991. Els dobladors de l'episodi foren:
| Personatge       | Actor/actriu    | Veu en català       |
| ---------------- | --------------- | ------------------- |
| Jean-Luc Picard  | Patrick Stewart | Joan Crosas         |
| William Riker    | Jonathan Frakes | Antoni Forteza      |
| Data             | Brent Spinner   | Joaquim Sota        |
| Geordi La Forge  | LeVar Burton    | Aleix Estadella     |
| Worf             | Michael Dorn    | Enric Arquimbau     |
| Beverly Crusher  | Gates McFadden  | Aurora Garcia       |
| Deanna Troi      | Marina Sirtis   | Victòria Pagès      |
| Wesley Crusher   | Will Wheaton    | Roger Pera          |
| John Doe         | Mark LaMura     | Joan Carles Gustems |
| Christy Henshaw  | Julie Warner    | ?                   |
| Sunad            | Charles Dennis  | Pep Ribas           |
| Infermera Temple | Patti Tippo     | Carme Canet         |
| Miles O'Brien    | Colm Meaney     | Xavier Fernández    |

## Producció
El productor creador Michael Piller va tenir la idea d'un episodi que se centraria en les possibilitats de la medicina al segle XXIV. Es va trobar una nau espacial estavellada en una lluna. El pilot hauria d'estar pràcticament mort i se suposa que la Dra. Crusher l'havia de tornar a la vida i enamorar-se d'ell. Tanmateix, a Piller li faltava una història de fons adequada per al desconegut. Per això, va demanar a René Echevarria, que abans havia escrit el guió de l'episodi Descendència, que assumís la idea. Echevarria va transformar l'extraterrestre en algú que està en procés d'evolució de la seva forma humanoide a un ésser energètic. El seu primer esborrany del guió estava pensat com una història d'amor per a Beverly Crusher, donada la seva relació ambigua amb Picard. Va ser revisat de nou per ell mateix i per diversos altres membres de l'equip d'escriptura de Star Trek i, finalment, fou suavitzat per Piller.
L'efecte de la transformació de John Doe va ser creat per Mark LaMura que portava un vestit de color taronja fluorescent que brillava intensament amb una pel·lícula especial utilitzada durant el rodatge. Aquest mètode només requeria un postprocessament mínim de la matèria primera.

## Recepció
Keith R. A. DeCandido de Tor.com va donar l'episodi 7 de 10 i el va considerar com un bon episodi de Star Trek: La nova generació. Va trobar que la trama era una habitual, però li va agradar que l'episodi proporcionés moltes idees interessants sobre la vida privada dels membres de la tripulació de l'Enterprise. També li agradaren els zalkonians amb la seva arma inusual i el seu desinterès pel contacte amb la Federació. També va elogiar l'actuació de Mark LaMura. L'única crítica important va ser que la història de fons dels zalkonians es va tractar massa ràpidament al final de l'episodi.

## Llançaments domèstics
El 3 d'octubre de 1995 "El bo i millor d'ambdós mons, Part I" i "Transfiguracions" foren llançats en LaserDisc als Estats Units.
L'episodi es va publicar amb la caixa del DVD de la tercera temporada de Star Trek: La nova generació, llançat als Estats Units el 2 de juliol de 2002. Tenia 26 episodis de la temporada 3 en set discos, amb una pista d'àudio Dolby Digital 5.1. Va ser llançat per cop en Blu-ray d'alta definició als Estats Units el 30 d'abril de 2013.